# The Amazing Spider-Man (stripserie)
The Amazing Spider-Man is een comicserie gepubliceerd door Marvel Comics, een televisieserie en een dagelijkse krantenstrip. Allemaal gaan ze over de superheld Spider-Man.

## Stripserie
Spider-Man verscheen voor het eerst in deel 15 van Amazing Fantasy (aug. 1962). Die serie werd stopgezet met dat deel, maar de reacties op Spider-Man waren zo positief dat hij meteen zijn eigen stripserie kreeg. The Amazing Spider-Man verscheen voor het eerst in maart 1963. Verbazingwekkend genoeg probeerde hij in dit eerste deel lid te worden van de Fantastic Four.
Sinds het begin van de serie hebben vele tekenaars en schrijvers gewerkt aan de titel. The Amazing Spider-Man wordt gezien als de voornaamste Spider-Man titel aangezien het de eerste (en jarenlang ook enige) maandelijkse Spider-Manstrip was. Veel van de voornaamste vijanden en bijpersonages van Spider-Man werden in deze stripreeks geïntroduceerd en de meeste (maar niet alle) cruciale gebeurtenissen vonden in deze reeks plaats.
De titel werd continu gepubliceerd t/m 1998, toen Marvel Comics besloot opnieuw te beginnen met de nummering. In 2003, Spider-Mans veertigste verjaardag, werd deze beslissing ongedaan gemaakt en ging de nummering weer verder vanaf nr. 500.

### Jaren 60
De eerste jaren werd de strip nog geschreven en getekend door Stan Lee en Steve Ditko, Spider-Mans bedenkers. Peter moest zijn carrière als Spider-Man combineren met zijn baan als freelance fotograaf voor The Daily Bugle. Die baan had hij wel nodig om zichzelf en zijn tante May te onderhouden. Ook kreeg hij te maken met publieke vijandigheid tegenover Spider-Man.
Door zich te richten op Peters dagelijkse problemen en pech als superheld maakten Lee en Ditko een verre van perfecte, aan zichzelf twijfelende superheld, waar lezers zich beter mee konden identificeren. Ditko’s tekenstijl, die sterk in tegenstelling was met de stijl van Jack Kirby, en Lee’s schrijfwerk legden de basis voor de hele Spider-Mansaga. Rond deze tijd werden Spider-Mans vaste vijanden geïntroduceerd. Deel 1 (maart 1963) bevatte het eerste optreden van J. Jonah Jameson, John Jameson en Chameleon. Deel 2 (mei 1963) introduceerde de Vulture.
Het Lee/Ditko era leverde uiteindelijk de volgende personages op:
- Dr. Octopus in deel 3 (juli 1963)
- De Sandman en Betty Brant in deel 4 (sept. 1963)
- The Lizard in deel 6 (nov. 1963)
- Electro in deel 9, (maart 1964)
- Mysterio in deel 13 (juni 1964)
- Green Goblin in deel 14 (juli 1964)
- Kraven the Hunter in deel 15 (aug. 1964)
- Ned Leeds in deel 18 (nov. 1964)
- Scorpion in deel 20 (jan. 1965)
- Spencer Smythe in deel 25 (juni 1965)
- Molten Man in deel 28 (sept. 1965); bevatte ook Peter Parkers diploma-uitreiking van de middelbare school.

Peter ging studeren aan de Empire State University in deel 31 (dec. 1965), het deel waarin ook Gwen Stacy en Harry Osborn werden geïntroduceerd.
Hoewel hij voor het grootste gedeelte van de tijd enkel bekendstond als de tekenaar begon Steve Ditko later ook schrijfwerk voor de stripserie te doen. Er ontstond onenigheid tussen hem en Lee. Ditko’s laatste Amazing Spider-Man strip was deel (38 in juli 1966. In de eropvolgende strip, 39 (aug. 1966), ontdekte de Green Goblin Spider-Mans identiteit en onthulde ook zijn eigen, Norman Osborn. Dit deel werd getekend door John Romita, Sr.. Hij had duidelijk een andere tekenstijl en maakte Spider-Man gespierder en heldhaftiger. Romita werkte de achtergronden van Gwen Stacy en Harry Osborn verder uit, en introduceerde nieuwe personages Joseph "Robbie" Robertson (52, sept. 1967), Gwen Stacy’s vader George Stacy (56, jan. 1968) en een van de belangrijkste Spider-Manpersonages, Mary Jane Watson (42, nov. 1966).
Sommige fans vonden dat de kwaliteit van de verhalen achteruitging gedurende het Lee/Romita tijdperk (1966-1971), ondanks dat de serie wel populairder werd rond deze tijd. De verhalen richtten zich meer en meer op Peters sociale leven. Ook kwamen zaken aan bod als burgerrechten, racisme en de Vietnamoorlog van destijds. De beroemdste strip uit het Lee/Romita-tijdperk was deel 50 (juni 1967): het verhaal “Spider-Man No More!” met het eerste optreden van Kingpin. Dit verhaal diende ook als basis voor de film Spider-Man 2 (2004).
Personages die werden geïntroduceerd tijdens de Lee/Romita periode waren Rhino in deel 41 (okt. 1966), Shocker in 46 (maart 1967), Silvermane in 73 (juni 1969), Prowler in 78 (nov. 1969) en de Kingpin’s zoon, Richard Fisk, in deel 83 (april 1970).

### Jaren 70
Twee nieuwe Spider-Mantitels debuteerden in de jaren zeventig: Marvel Team-Up in 1972 en The Spectacular Spider-Man in 1976. Maar Amazing Spider-Man bleef de voornaamste stripserie.
De verhalen kregen een grimmigere wending in dit nieuwe decennium. Allereerst met de dood van George Stacy in deel 89-90 van oktober-november 1970. Dit was het eerste Spider-Manverhaal getekend door Gil Kane. Hij tekende een aantal van de meer memorabele Spider-Manverhalen van die tijd.
Een van deze verhalen vond plaats in de controversiële delen 96-98 (mei-juli 1971). Stan Lee negeerde de Comics Code Authority met een verhaal waarin Harry Osborn in het ziekenhuis belandt na lsd-gebruik. Lee schreef dit verhaal op verzoek van het Department of Health, Education and Welfare, dat graag wilde dat het gevaar van drugs beter bekend werd. Ondanks de controverse verkocht het verhaal goed.
Een paar delen later volgde de memorabele “Six-Arm Saga” in deel 100-102 (sept.-nov. 1971), en de introductie van Morbius the Living Vampire. Alleen het eerste deel van dit verhaal werd door Stan Lee geschreven. Roy Thomas deed de rest van het verhaal en bleef nog enkele maanden het schrijverswerk doen, tot aan Lee’s terugkeer. Lee gaf het schrijfwerk uiteindelijk door aan Gerry Conway, die het werk drie jaar lang deed. Het meest memorabele werk dat Conway schreef, en wat door Gil Kane en John Romita werd getekend, was in deel 121-122 (juni-juli 1973). De dood van Gwen Stacy door toedoen van de Green Goblin in The Night Gwen Stacy Died (121) schokte stripboeklezers. Tot die tijd was het ondenkbaar dat een belangrijk personage in een populaire serie op zo’n brute wijze werd vermoord. Sommige fans zien dit als het moment dat de Silver Age van de strips eindigde en de meer duistere strips hun opmars deden.
In 1973 nam Ross Andru het schrijverswerk over. Hij maakte bijna 60 delen. Hij introduceerde Punisher. Andere klassieke delen van hem zijn:
- 124-125 (sept.-okt. 1973): eerste verschijning van de Man-Wolf
- 131 (april 1974): tante May trouwt bijna met Dr. Octopus.
- 134 (juli 1974): eerste verschijning van The Tarantula
- 135-137 (aug.-okt. 1974): Harry Osborn wordt de nieuwe Green Goblin.
- 147-149 (aug. 1975-okt. 1975): de originele Clone Saga. Eerste verschijning van Ben Reilly.

Archie Goodwin en Gil Kane produceerden het 150e deel van de serie in november 1975. Hierna werd Len Wein gedurende 2½ jaar de schrijver. Hij liet Harry Osborn een relatie krijgen met Liz Allen, en introduceerde Marla Madison, J. Jonah Jamesons tweede vrouw. Zijn laatste verhaal was een vijfdelige verhaallijn die liep van deel 176 tot 180 (jan.-mei 1978), met in de hoofdrol de derde Green Goblin, Bart Hamilton.
Marv Wolfman volgde Len Wein op halverwege 1978. Hij introduceerde Black Cat in deel 194 (juli 1979).

### Jaren 80
Het 200e deel van Amazing Spider-Man (met daarin de terugkeer en de dood van de inbreker die Oom Ben vermoordde) kwam uit in januari 1980. Dennis O'Neil werd de nieuwe schrijver en John Romita, Jr. de nieuwe tekenaar. Zij werkten een jaar lang samen, maar hun periode leverde niet echt memorabele verhalen of gebeurtenissen op. In 1981 werd O’Neil vervangen door Roger Stern, die daarvoor al 20 delen van Spectacular Spider-Man had geschreven. Zijn belangrijkste bijdrage aan de strips was de creatie van de Hobgoblin in een tweedelig verhaal in deel 238-239 (maart-april 1983). Een ander hoogtepunt was Spider-Mans gevecht met de Juggernaut in 229-230 (juni-juli). Daarnaast introduceerde hij een veel serieuzere Mary Jane Watson, die al lang Peter Parkers geheim bleek te kennen.
Midden 1984 vertrok Stern om te gaan werken aan West Coast Avengers. Tom DeFalco en Ron Frenz namen de serie over en gingen meteen verder met de Hobgoblin verhaallijn. Een aantal belangrijke delen uit de DeFalco/Frenz periode zijn:
- 252 (mei 1984): eerste verschijning van Spider-Mans nieuwe zwarte kostuum, die hij de komende vier jaar zou blijven dragen.
- 253 (juni 1984): eerste verschijning van The Rose
- 256 (sept. 1984): eerste verschijning van The Puma
- 258 (nov. 1984): Spidey’s zwarte pak blijkt een symbioot te zijn.
- 265 (juni 1985): eerste verschijning van Silver Sable
- 269-270 (okt.-nov. 1985): Spidey’s gevecht met Firelord
- 275-278 (april-juli 1986): Flash Thompson wordt erin geluisd door de Hobgoblin

Tom DeFalco en Ron Frenz werden beide van de serie afgehaald in 1986 door Jim Owsley, onder omstandigheden die niet helemaal duidelijk waren. Een aantal opvolgers (waaronder Alan Kupperberg, John Romita, Jr. en Alex Saviuk) tekenden de serie van 1987 t/m 1988. Jim Owsley schreef de verhalen in de eerste helft van 1987. Voormalig The Spectacular Spider-Man schrijver Peter David onthulde in deel 289 (juni 1987) de identiteit van de Hobgolbin: Ned Leeds (dit zou later worden veranderd). David Michelinie liet in de verhaallijn van 290-292 (juli-sept. 1987) Peter Parker en Mary Jane Watson trouwen. Samen met tekenaar Todd McFarlane bedacht hij bovendien Venom, een van de populairste Spider-Manvijanden. Rond dezelfde tijd ging Spider-Man ook zijn oude rood-blauwe pak weer gebruiken. Andere belangrijke strips van Michelinie/McFarlane waren deel 312 (feb. 1989), met daarin een gevecht tussen de Green Goblin en The Hobgoblin, 315-317 (mei-juli 1989), met de terugkeer van Venom, en 320-325 (sept. 1989-nov. 1989), “The Assassin Nation Plot”.

### Jaren 90
Nu Spider-Man getrouwd was, leek hij niet meer op de Spider-Man uit de vorige drie decennia. Erik Larsen volgde McFarlane op, iets waar veel fans in het begin niet echt blij mee waren. Samen met Michelinie maakte hij onder andere de Spidey vs. Venom-verhaallijn in deel 332-333 en 345-347 (mei-juni 1990 en maart-mei 1991), de 'Return Of The Sinister Six'-verhaallijn in 334-339 (juli-sept. 1990), en Spidey vs. Dr. Doom in 349-350 (juli-aug. 1991).
Na deel 350 werd Erik Larsen opgevolgd door Mark Bagley. Bagley wordt gezien als 'de' Spider-Man-tekenaar van de jaren 90. De eerste noemenswaardige delen van Bagley en Michelinie waren 361-363 (april-juni 1992), met de introductie van Carnage. In deel 365, Spidey’s 30e verjaardag (aug. 1992), kwamen Peter Parkers ouders weer voor. Na twee jaar bleken dit dubbelgangers te zijn. Deel 388 (april 1994) was Michelinie’s laatste deel. Daarmee was hij naast Stan Lee de schrijver die het langst aan de serie had meewerkte.
Vanaf deel 389 nam J.M. DeMatteis het schrijverswerk over. Hij voegde meteen zijn eigen typische grimmige en psychologische ondertoon toe aan de verhalen. Spider-Man werd een grimmiger personage, wat vermoedelijk werd gedaan zodat de fans Ben Reilly - die rond deze tijd werd geherintroduceerd - zouden gaan accepteren als Parkers opvolger. Er werd vervolgens een tijd gesuggereerd dat Parker al die tijd de kloon was geweest en Reilly (ook bekend als de Scarlet Spider) het origineel, wat Marvel uiteindelijk terugdraaide.
Van oktober 1994 t/m juni 1996 stopte Amazing met het publiceren van verhalen die uitsluitend voor deze striptitel bestemd waren en publiceerde nu meerdelige verhalen die aansloten op de andere Spider-Man-striptitels.

### Reboot
Marvel begon in januari 1999 weer van voren af aan met Amazing Spider-Man met deel 1. Howard Mackie schreef de eerste 29 delen. Na deel 30 (juni 2001) nam J. Michael Straczynski het over. Deel 58 (november 2003) was het laatste deel van “Volume 2” van Amazing Spider-Man. De titel ging terug naar zijn originele nummering in december 2003, met deel 500.

### Zwart deel
Een deel van Amazing Spider-Man (Vol. 2 #36, getiteld "Black Issue", letterlijk “zwart deel”, vanwege de zwarte kleur) toonde hoe Spider-man en andere Marvel helden reageerden op de Terroristische aanslagen op 11 september 2001. Dit deel werd geschreven door J. Michael Straczynski en getekend door John Romita, Jr.. Spider-Mans gedachten in dit deel waren min of meer Straczynski's eigen gedachten en reactie. De strip concentreerde zich echter vooral op de “echte helden” (de brandweermannen) en liet maar weinig superhelden meedoen.

### Civil War
De Civil War verhaallijn uit 2006 had een aantal cross-overs met de The Amazing Spider-Man-serie. Spider-Man vecht hierin in eerste instantie mee met Iron Man en de helden die voor de registratiewet zijn. Hij maakt zelfs zijn identiteit openlijk bekend. Later beseft hij dat de wet fout is en gaat zich er toch tegen verzetten.

### Zwarte pak
In deel 539, kort na de Civil War, werd tante May neergeschoten door een huurmoordenaar die door Kingpin was ingehuurd om Peter te doden. Uit woedde trok Peter zijn oude zwarte Spider-Mankostuum weer aan met de boodschap dat als hij er ooit achter zou komen wie zijn tante had neergeschoten, hij de dader zou vermoorden.

## Televisieserie
Spidey kreeg ook een live-actiontelevisieserie in april 1977 getiteld The Amazing Spider-Man. Nicholas Hammond speelde Peter Parker/Spider-Man in deze kortlopende serie. De serie liep maar een jaar.

## Radioserie
In 1995 maakte BBC Radio een Spiderman-'audio book', dat werd uitgezonden op BBC Radio 1 van 15 januari 1996 t/m 24 maart 1996. De verhalen bevatten veel bekende personages uit de Spider-Manstrips, en enkele andere belangrijke Marvelhelden, zoals de Fantastic Four, Namor the Sub-Mariner en Dr. Doom.

## Krantenstrip
Een dagelijkse krantenstrip begon op 3 januari 1977. Deze werd allereerst geschreven door Stan Lee en getekend door John Romita, Sr.. De strip was een succes en werd in 2007 nog altijd gepubliceerd. Lee's broer Larry Lieber tekende en schreef de strip gedurende een lange periode.

## Trivia
- De film Spider-Man 2 had oorspronkelijk als titel The Amazing Spider-Man.